# Bussus-Bussuel
Bussus-Bussuel est une ancienne commune française située dans le département de la Somme en région Hauts-de-France. Depuis le 1er janvier 2025, elle fait partie de la commune nouvelle de Bussus-lès-Yaucourt.
Depuis juillet 2020, la commune fait partie du parc naturel régional Baie de Somme - Picardie maritime.

## Géographie

### Localisation
Bussus-Bussuel est un village picard situé dans le Ponthieu.
Limitrophe d'Ailly-le-Haut-Clocher, la localité est située à 10 km au nord-ouest de Domart-en-Ponthieu, 12 km à l'est d'Abbeville et à 32 km au nord-ouest d'Amiens à vol d'oiseau.
Le territoire de la commune est limitrophe de ceux de cinq communes.
Les communes limitrophes sont  Ailly-le-Haut-Clocher, Domqueur, Maison-Roland et Oneux.

### Paysages
Dans le cadre d'un projet porté par le syndicat mixte Baie de Somme 3 Vallées, un kilomètre de haies bocagères propices à la biodiversité et permettant de lutter contre l'érosion est planté en 2018 sur les chemins autour de Bussus-Bussuel, sur huit sites différents.

### Hydrographie
La commune est située dans le bassin Artois-Picardie. Elle n'est drainée par aucun cours d'eau.

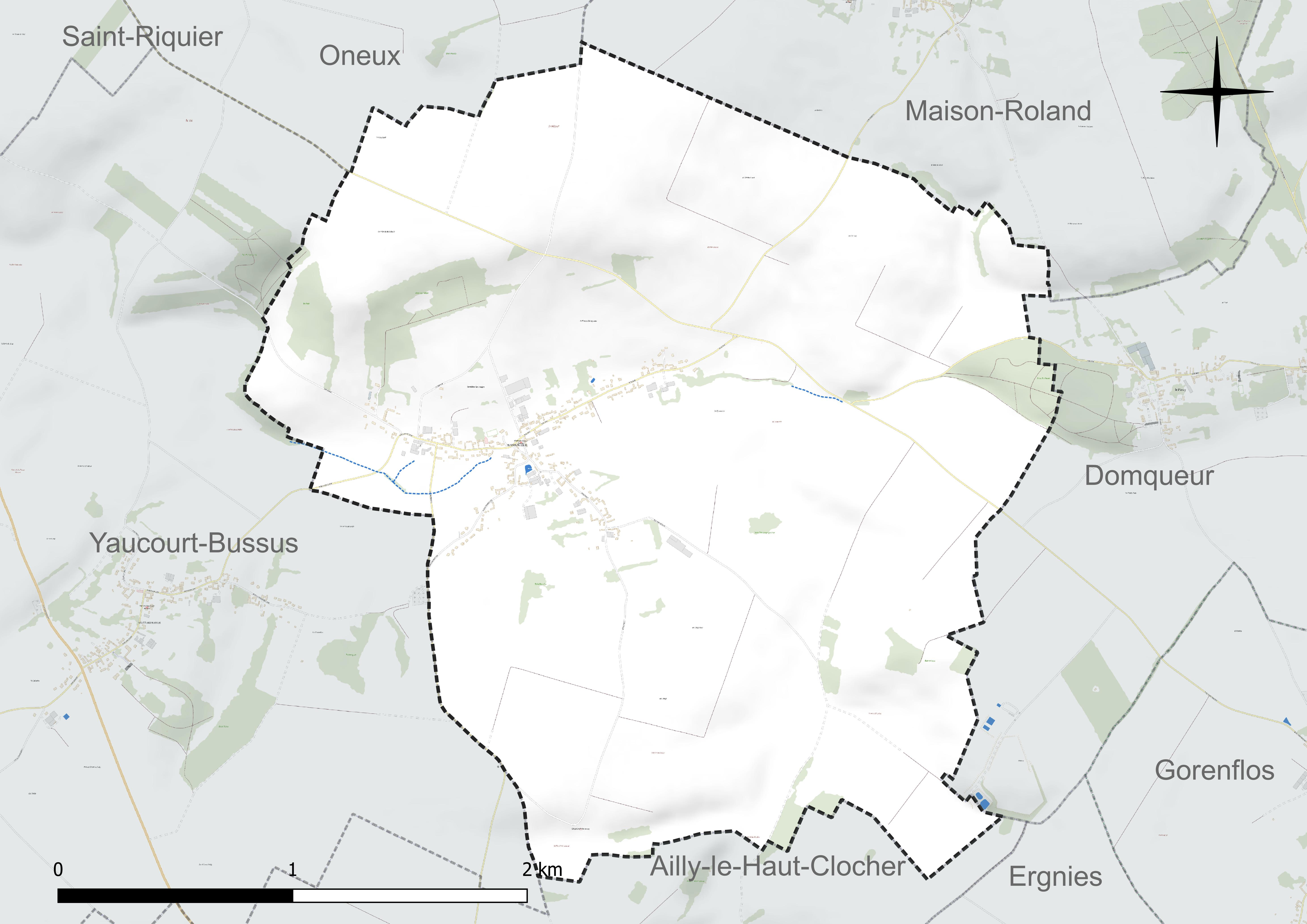
Réseau hydrographique de Bussus-Bussuel.

### Climat
Pour des articles plus généraux, voir Climat des Hauts-de-France et Climat de la Somme.
En 2010, le climat de la commune est de type climat océanique altéré, selon une étude du CNRS s'appuyant sur une série de données couvrant la période 1971-2000. En 2020, Météo-France publie une typologie des climats de la France métropolitaine dans laquelle la commune est exposée à un climat océanique et est dans la région climatique Côtes de la Manche orientale, caractérisée par un faible ensoleillement (1 550 h/an) ; forte humidité de l'air (plus de 20 h/jour avec humidité relative > 80 % en hiver), vents forts fréquents.
Pour la période 1971-2000, la température annuelle moyenne est de 10,4 °C, avec une amplitude thermique annuelle de 13,3 °C. Le cumul annuel moyen de précipitations est de 809 mm, avec 12,4 jours de précipitations en janvier et 8,5 jours en juillet. Pour la période 1991-2020, la température moyenne annuelle observée sur la station météorologique la plus proche, située sur la commune d'Abbeville à 12 km à vol d'oiseau, est de 11,0 °C et le cumul annuel moyen de précipitations est de 806,2 mm,. Pour l'avenir, les paramètres climatiques de la commune estimés pour 2050 selon différents scénarios d'émission de gaz à effet de serre sont consultables sur un site dédié publié par Météo-France en novembre 2022.

## Urbanisme

### Typologie
Au 1er janvier 2024, Bussus-Bussuel est catégorisée commune rurale à habitat dispersé, selon la nouvelle grille communale de densité à sept niveaux définie par l'Insee en 2022.
Elle est située hors unité urbaine. Par ailleurs la commune fait partie de l'aire d'attraction d'Abbeville, dont elle est une commune de la couronne,. Cette aire, qui regroupe 73 communes, est catégorisée dans les aires de 50 000 à moins de 200 000 habitants,.

### Occupation des sols

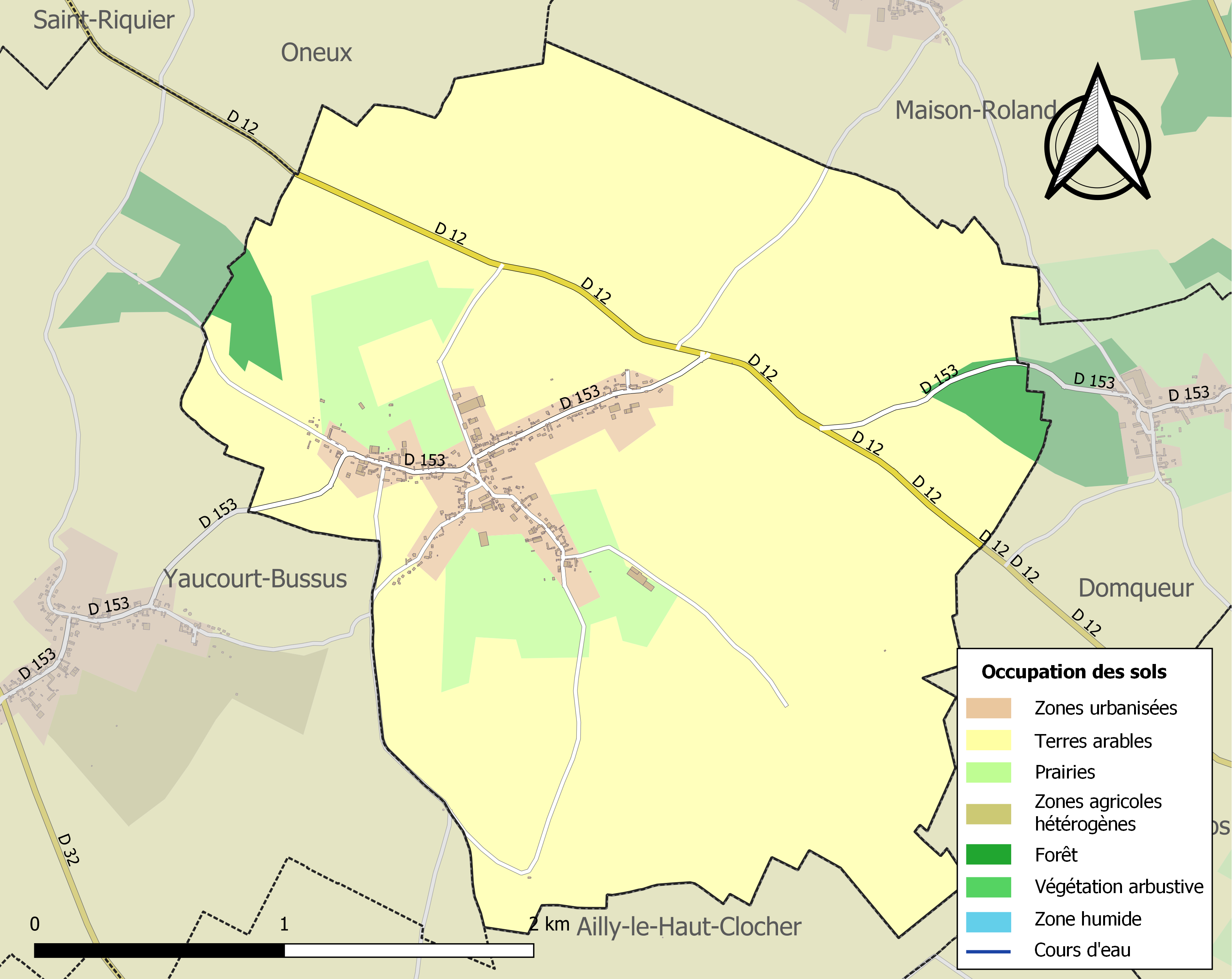
Carte des infrastructures et de l'occupation des sols de la commune en 2018 (CLC).

L'occupation des sols de la commune, telle qu'elle ressort de la base de données européenne d'occupation biophysique des sols Corine Land Cover (CLC), est marquée par l'importance des territoires agricoles (92 % en 2018), une proportion identique à celle de 1990 (92 %). La répartition détaillée en 2018 est la suivante : 
terres arables (84,2 %), prairies (7,8 %), zones urbanisées (5,7 %), forêts (2,3 %). L'évolution de l'occupation des sols de la commune et de ses infrastructures peut être observée sur les différentes représentations cartographiques du territoire : la carte de Cassini (XVIIIe siècle), la carte d'état-major (1820-1866) et les cartes ou photos aériennes de l'IGN pour la période actuelle (1950 à aujourd'hui).

### Habitat et logement
En 2018, le nombre total de logements dans la commune était de 131, alors qu'il était de 132 en 2013 et de 118 en 2008.
Parmi ces logements, 87 % étaient des résidences principales, 7,7 % des résidences secondaires et 5,4 % des logements vacants. Ces logements étaient pour 98,5 % d'entre eux des maisons individuelles et pour 0 % des appartements.
Le tableau ci-dessous présente la typologie des logements à Bussus-Bussuel en 2018 en comparaison avec celle de la Somme et de la France entière. Une caractéristique marquante du parc de logements est ainsi une proportion de résidences secondaires et logements occasionnels (7,7 %) inférieure à celle du département (8,3 %) et  à celle de la France entière (9,7 %). Concernant le statut d'occupation de ces logements, 89,6 % des habitants de la commune sont propriétaires de leur logement (88,8 % en 2013), contre 60,3 % pour la Somme et 57,5 % pour la France entière.
| Typologie                                               | Bussus-Bussuel | Somme | France entière |
| ------------------------------------------------------- | -------------- | ----- | -------------- |
| Résidences principales (en %)                           | 87             | 83,3  | 82,1           |
| Résidences secondaires et logements occasionnels (en %) | 7,7            | 8,3   | 9,7            |
| Logements vacants (en %)                                | 5,4            | 8,4   | 8,2            |

### Voies de communication et transports
Le village est traversé par le sentier de grande randonnée GR 123, qui relie la forêt d'Hesdin à la forêt de Compiègne.

## Toponymie
Bussus est attesté sous les formes Buxeium en 704 ; Bixis en 855 ; in Buxude en 856 ; Buxionus en 960 ; Buxudis vers 1088 ; Buxudis villa en 1088 ; Bussiacum en 1184 ; Busseium en 1224 ; Bussu en 1260 ; Buyssu en 1301 ; Buchu en 1638 ; Bossu en 1707 ; Bussu-Bussuel en 1763; Bussy en 1781 ; Bussus en 1850.

Du latin buxus « buis » et du suffixe latin -utum, celui de corn - utus, qui est devenu le suffixe collectif -othu en Flandre ; « (lieu) pourvu de buis ».
La commune, instituée par la Révolution française sous le nom de Bussus Bussuel, prend en 1801 celui de Bussu ou Bussus, avant de prendre sa dénomination actuelle de Bussus-Bussuel en 1956.
Bussuel est une dépendance de Bussus-Bussuel attesté sous les formes Buchuel en 1476 ; Bussuelle en 1701 ; Bussuel en 1701 ; Bussuelles en 1766.

Bussuel est le diminutif de Bussus avec la terminaison diminutive el ; « Petit (lieu) pourvu de buis ».

Ces doublons pour désigner les dépendances d'une paroisse sont fréquents dans la Somme : Rambures/Ramburelles, Sailly/Saillisel, Saleux/Salouel, Bussus/Bussuel, etc.
Bussus-Bussuel est un toponyme pléonastique avec un redoublement signalant deux toponymes voisins ayant la même origine et la présence d'un village et d'un hameau.

## Histoire

### Moyen Âge
La première mention du village de Bussus, en 704, fait état d'une seigneurie et du fief d'Emimont, appartenant à la prestigieuse abbaye de Saint-Riquier. Le domaine était administré, pour le compte de l'abbaye, par des clercs laïcs.

### Époque contemporaine
Au début du XIXe siècle, le village se développe. On construit alors une école de filles en 1867, puis une école de garçons et la mairie en 1878.
Jusqu'en 1952, une église commune avec le village de Yaucourt se tenait dans le cimetière. Elle a complètement disparu.

## Politique et administration

### Fusion de communes
Face à la difficulté de trouver des candidats pour gérer la commune de Yaucourt-Bussus, sa municipalité envisage depuis les élections municipales de 2020 une fusion avec Bussus-Bussuel et a engagé en 2023 des pourparlers en ce sens, et qui nécessiteront, s'ils aboutissent, à une consultation publique avant la création d'une commune nouvelle.

### Rattachements administratifs et électoraux

#### Rattachements administratifs
La commune se trouve dans l'arrondissement d'Abbeville du département de la Somme.
Elle faisait partie depuis 1793 du canton d'Ailly-le-Haut-Clocher. Dans le cadre du redécoupage cantonal de 2014 en France, cette circonscription administrative territoriale a disparu, et le canton n'est plus qu'une circonscription électorale.

#### Rattachements électoraux
Pour les élections départementales, la commune fait partie depuis 2014 du canton de Rue
Pour l'élection des députés, elle fait partie de la première circonscription de la Somme.

### Intercommunalité
Bussus-Bussuel était membre de la petite communauté de communes du Haut-Clocher, un établissement public de coopération intercommunale (EPCI) à fiscalité propre créé fin 1999  et auquel la commune avait transféré un certain nombre de ses compétences, dans les conditions déterminées par le code général des collectivités territoriales.
Dans le cadre des dispositions de la loi portant nouvelle organisation territoriale de la République du 7 août 2015, qui prévoit que les établissements publics de coopération intercommunale (EPCI) à fiscalité propre doivent avoir un minimum de 15 000 habitants, cette intercommunalité a fusionné avec ses voisines  pour former, le 1er janvier 2017, la communauté de communes Ponthieu-Marquenterre, dont est désormais membre la commune.

### Liste des maires
| Période                                  | Période        | Identité                | Étiquette | Qualité |
| ---------------------------------------- | -------------- | ----------------------- | --------- | --- |
| Les données manquantes sont à compléter. |                |                         |           | |
|                                          |                |                         |           | |
| attesté en octobre 1792                  |                | M. Lebrun               |           | |
| mai 1798                                 | vers août 1816 | Honoré-François Lebrun, |           | Propriétaire cultivateur à Bussus Agent municipal de mai 1798 à juin 1800 puis maire                                 |
| août 1821                                | septembre 1861 | Louis-François Lebrun,  |           | Propriétaire cultivateur à Bussus, neveu de Honoré François Lebrun. Mort en fonction                                 |
|                                          |                |                         |           | |
|                                          | avant 1940     | Victor Pruvot           |           | |
|                                          |                |                         |           | |
| 1971                                     | 1995           | Jeannine Decoëne        |           | |
|                                          |                |                         |           | |
|                                          | 2001           | Jacques Firmin          |           | |
| mars 2001                                | 2008           | Michel Luce             |           | |
| mars 2008                                | décembre 2024  | Mathieu Doyer           |           | Cadre de la fonction publique Vice-président de la CC Ponthieu-Marquenterre (2017 → ) Réélu pour le mandat 2020-2026 |

### Distinctions et labels
Au classement du concours des villes et villages fleuris, après avoir obtenu Deux fleurs en 2013, la commune est primée au niveau Trois fleurs en 2019, qui récompensent les efforts locaux en faveur de l'environnement et du fleurissement.

## Équipements et services publics

### Enseignement
En 2010, l'école ferme. Les élèves du village se rendent à l'école intercommunale Becquestoile de Saint-Riquier où un regroupement pédagogique concentré a été construit.

### Télécommunications
Après avoir été de longues années une « zone blanche » pendant de longues années, Bussus-Bussuel est relié en 2022  au réseau de téléphonie mobile 4G grâce à l'installation d'une antenne pour le compte des quatre opérateurs français.

### Autres équipements
La salle de réception et de spectacle La Tondellière, où se sont produits jadis Mike Brant, Annie Cordy ou C. Jérôme, est rénovée en 2017.

## Population et société

### Démographie
L'évolution du nombre d'habitants est connue à travers les recensements de la population effectués dans la commune depuis 1793. Pour les communes de moins de 10 000 habitants, une enquête de recensement portant sur toute la population est réalisée tous les cinq ans, les populations de référence des années intermédiaires étant quant à elles estimées par interpolation ou extrapolation. Pour la commune, le premier recensement exhaustif entrant dans le cadre du nouveau dispositif a été réalisé en 2006.

En 2022, la commune comptait 306 habitants, en évolution de +2,34 % par rapport à 2016 (Somme : −1,26 %, France hors Mayotte : +2,11 %).
| 1793 | 1800 | 1806 | 1821 | 1831 | 1836 | 1841 | 1846 | 1851 |
| ---- | ---- | ---- | ---- | ---- | ---- | ---- | ---- | ---- |
| 493  | 510  | 548  | 599  | 565  | 616  | 652  | 648  | 649  |

| 1856 | 1861 | 1866 | 1872 | 1876 | 1881 | 1886 | 1891 | 1896 |
| ---- | ---- | ---- | ---- | ---- | ---- | ---- | ---- | ---- |
| 610  | 604  | 568  | 560  | 527  | 470  | 450  | 412  | 412  |

| 1901 | 1906 | 1911 | 1921 | 1926 | 1931 | 1936 | 1946 | 1954 |
| ---- | ---- | ---- | ---- | ---- | ---- | ---- | ---- | ---- |
| 375  | 343  | 318  | 282  | 253  | 266  | 247  | 275  | 266  |

| 1962 | 1968 | 1975 | 1982 | 1990 | 1999 | 2006 | 2011 | 2016 |
| ---- | ---- | ---- | ---- | ---- | ---- | ---- | ---- | ---- |
| 249  | 248  | 220  | 221  | 223  | 247  | 264  | 312  | 299  |

| 2021 | 2022 | - | - | - | - | - | - | - |
| ---- | ---- | - | - | - | - | - | - | - |
| 302  | 306  | - | - | - | - | - | - | - |

### Manifestations culturelles et festivités
Un spectacle son et lumière, « Le Dernier Moulin d'Erix », est organisé par l'association de jeunes de Bussus-Bussuel Les Z'Hironloins le 23 septembre 2023 pour rappeler l'histoire du moulin Vaillant-Tellier, restauré en 2023.

## Culture locale et patrimoine

### Lieux et monuments
- Église Saint-Michel[36],[37]. L'édifice, tout en brique, a été bâti en 1897, pour bénéficier d'un lieu de culte, tout comme le village voisin de Yaucourt-Bussus.
- Le moulin Vaillant-Tellier du XVIIe siècle. À cet emplacement, situé sur la route reliant Bussus-Bussuel à Ailly-le-Haut-Clocher et en réalité à Yaucourt-Bussus[21] trois moulins étaient présents jusqu'au début du XIXe siècle[20]. 
Après avoir été donné à la commune par l'héritière du dernier meunier, Monique Tellier-Bezoc, trois campagnes de restauration, dont la dernière s'est achevée en 2023 sous la direction de l'architecte belge Eric Vanleene, ont permis de remettre en état l'édifice et de le doter de ses ailes qui peuvent à nouveau tourner[38],[39].

- La chapelle d'Hémimont du XVIe siècle. Dépendant initialement du château de Yaucourt[21] et primitivement construite à l'endroit où se trouvait un petit temple gallo-romain, elle a été endommagée plusieurs fois : tornades, troupes allemandes en 1941 et reconstruite en 1982. De très anciens graffitis sont alors remis en évidence[20].
- La ferme abbatiale avec son mur d'enceinte et sa mare.
- La chapelle funéraire, route de Gorenflos. Un ancien maire de la commune y est inhumé[40].
- La plaque funéraire de Philippe Carette (1551-1631), seigneur de Bourny, Fressa, Cornehotte, Rigauville... et de son épouse Marguerite de Ribaucourt (1555-1628), anciens habitants notoires de Bussus, qui se trouve dans l'entrée de l'église du village et qui est classé au patrimoine historique.

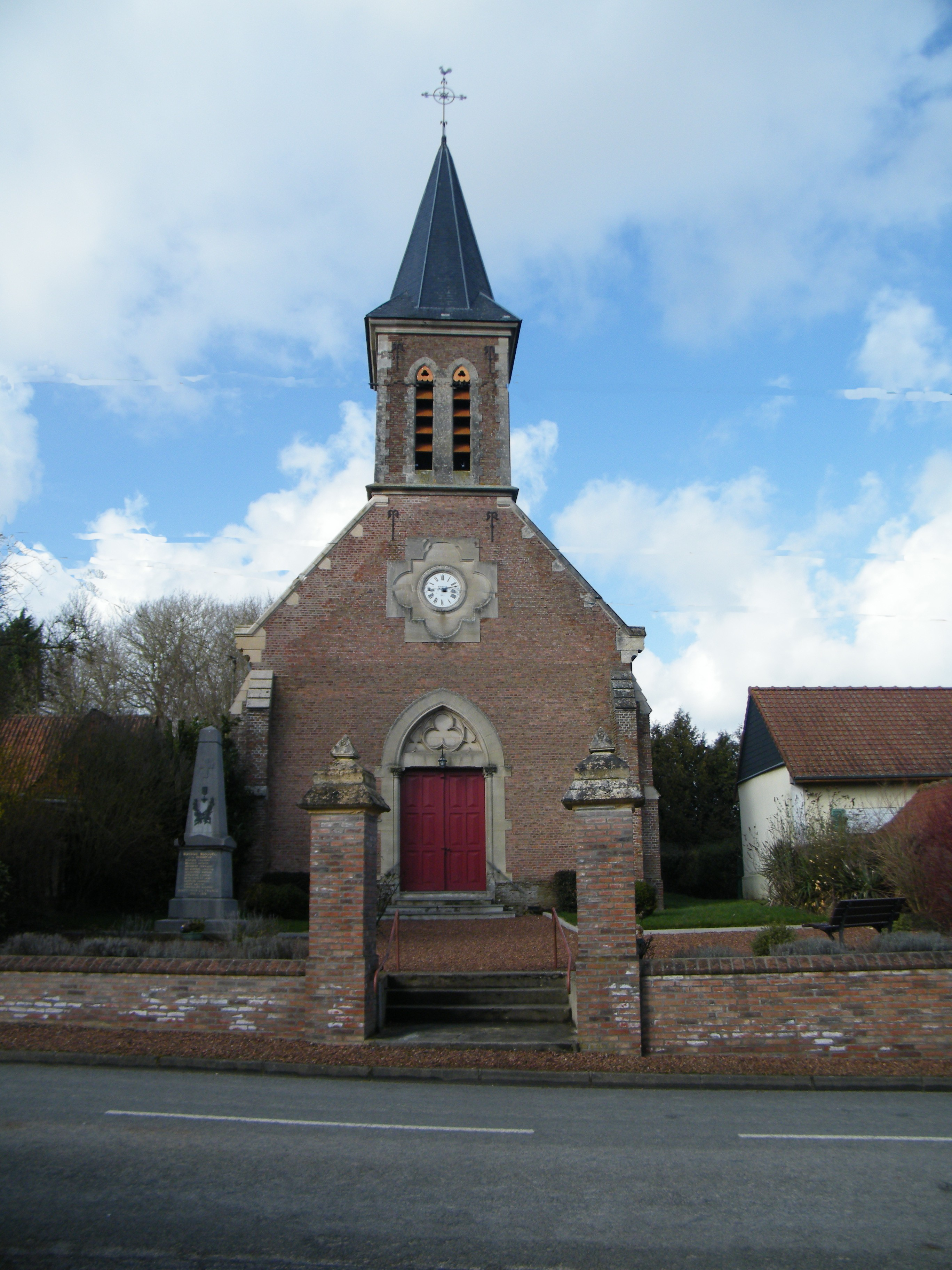
Le clocher de l'église Saint-Michel.
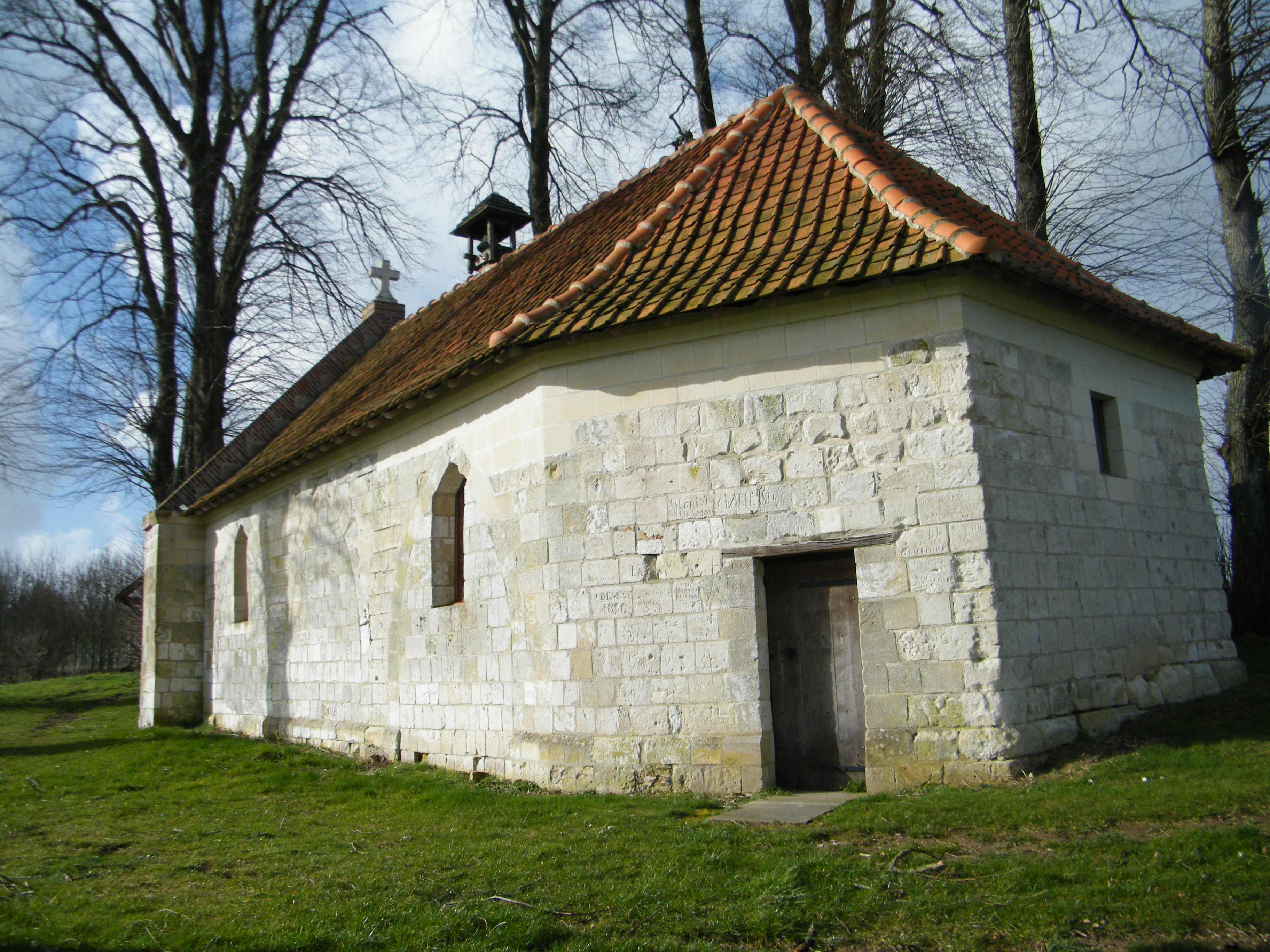
La chapelle d'Hémimont.
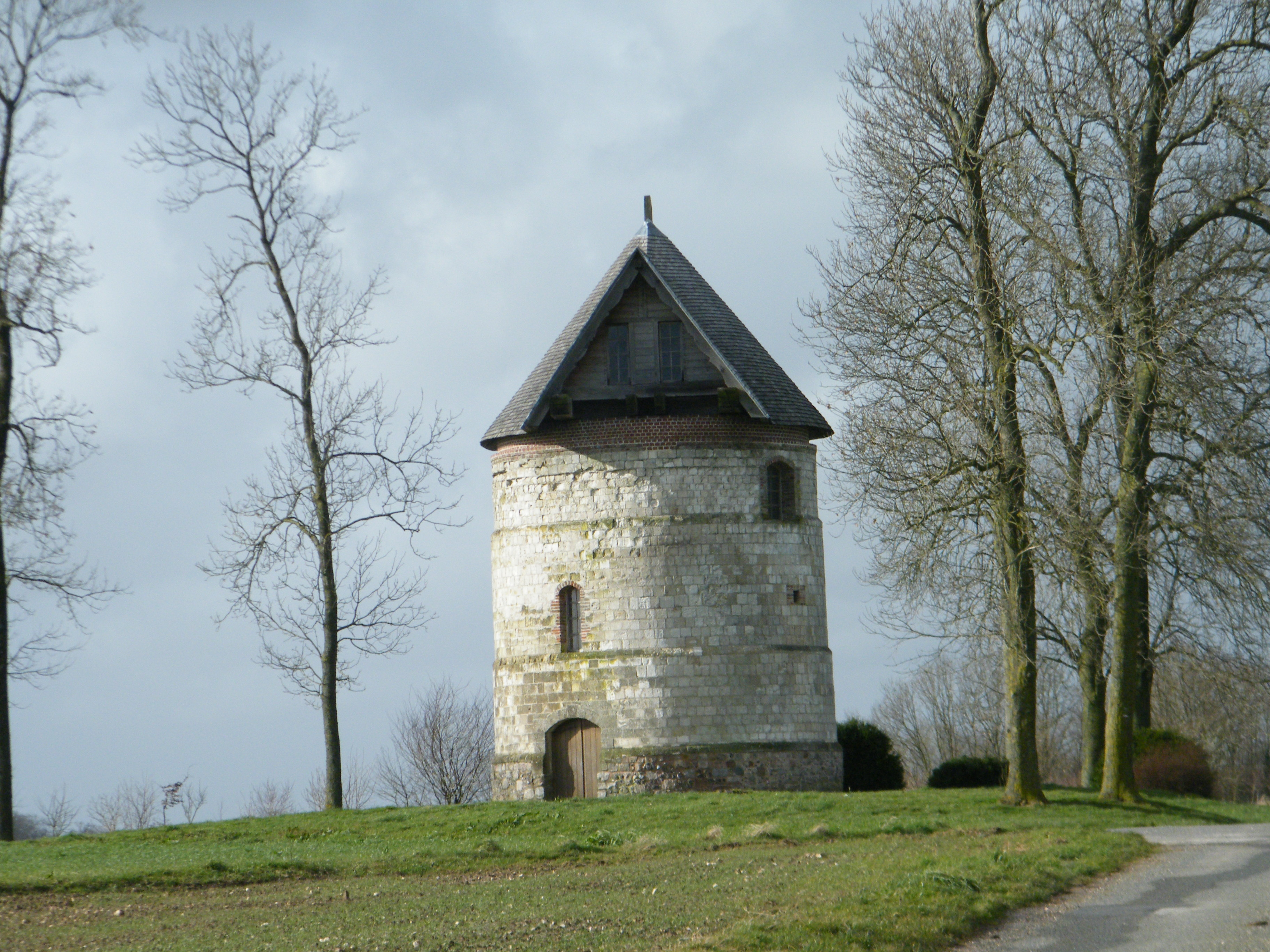
Le moulin en 2014, avant la fin de sa restauration qui lui a rendu ses ailes.
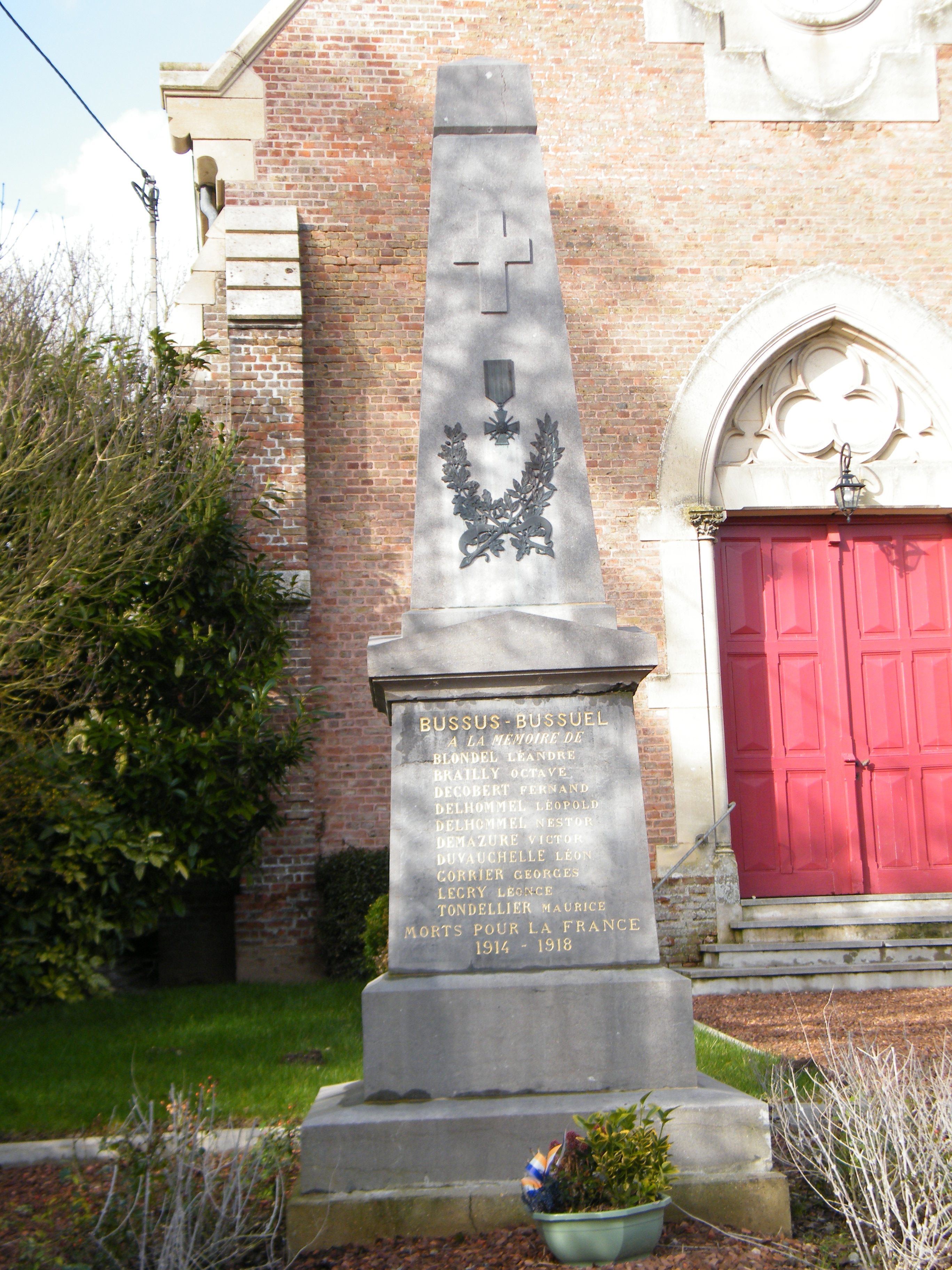
Le monument aux morts pour la patrie.

### Personnalités liées à la commune
- Johann Duhaupas (né en 1981), boxeur poids lourd français, est domicilié à Bussus-Bussuel.

### Héraldique
| Blason de Bussus-Bussuel | Blason  | D'argent à la bande de sable chargée de trois coquilles d'or posées à plomb. |
| Blason de Bussus-Bussuel | Détails | Le statut officiel du blason reste à déterminer.                             |

## Pour approfondir

### articles connexes
- Liste des communes de la Somme